# Coincidență
O coincidență este o potrivire remarcabilă de evenimente sau circumstanțe care nu au aparent nici o legătură de cauzalitate unul cu altul. Percepția unor coincidențe remarcabile poate determina sugestia unor intervenții supranaturale, oculte sau paranormale sau ar putea susține credința în fatalism, doctrină potrivit căreia evenimentele se vor întâmpla în mod exact după un plan prestabilit.
Din punct de vedere statistic, coincidențele sunt inevitabile și de multe ori sunt mai puțin remarcate decât ar putea părea intuitiv. Un exemplu este paradoxul zilei de naștere, care arată că probabilitatea ca două persoane să aibă aceeași zi de naștere depășește deja 50% într-un grup de doar 23 de persoane.

## Etimologie
Cuvântul „coincidență” provine în limba română din cuvântul francez coïncidence, care își are originea în cuvântul coincidere din latina medievală. Definiția termenului a evoluat în cursul timpului; coincidența a fost definită în anii 1640 ca „apariție sau existență în același timp”, apoi în scrierile lui Sir Thomas Browne ca „o potrivire de evenimente fără nici o legătură aparentă” în anii 1680.

## Ca sincronicitate
Psihiatrul elvețian Carl Jung a dezvoltat o teorie care afirmă că apariția unor coincidențe remarcabile se datorează unei „sincronicități”, pe care el a definit-o ca un „principiu de legătură acauzală”.
„Teoria Jung-Pauli a „sincronicității”, concepută de un fizician și un psiholog, ambii eminenți în domeniile lor științifice, reprezintă, probabil, cea mai radicală abatere de la viziunea mondială a științei mecaniciste în vremurile noastre. Cu toate acestea, ei aveau un precursor, ale cărui idei au avut o influență considerabilă asupra lui Jung: biologul austriac  Paul Kammerer, un geniu neîmblânzit care s-a sinucis în 1926, la vârsta de 45 de ani.”—Arthur Koestler, The Roots of Coincidence
Una dintre pasiunile lui Kammerer a fost colectarea coincidențelor. El a publicat o carte intitulată Das Gesetz der Serie (Legea seriilor), care nu a fost tradusă în limba română. În această carte a relatat aproximativ 100 de coincidențe anecdotice care l-au determinat să formuleze teoria serializării. El a postulat că toate evenimentele sunt legate între ele prin valuri de serialitate. Kammerer era cunoscut că nota câți oameni treceau prin parcurile publice, câți dintre ei purtau umbrele etc. Carl Jung a atras atenția asupra activității lui Kammerer în cartea Sincronicitate. Fizicianul și filozoful german Albert Einstein a afirmat că ideea serialității era „interesantă și deloc absurdă”.
O coincidență presupune inexistența unei legături de cauzalitate. Pentru considerarea coincidenței ca sincronicitate, producerea simultană a evenimentelor trebuie să fie puțin probabilă, dar acest lucru este pus la îndoială deoarece, de obicei, există o șansă, oricât de mică ar fi.
Unii sceptici (ca, de exemplu, Georges Charpak și Henri Broch) susțin că sincronicitatea este doar un exemplu de „apofenie” (percepție eronată de legături între evenimente nerelaționate). Ei susțin că teoria statistică și teoria probabilităților  (exemplificate, de exemplu, în legea lui Littlewood) sunt suficiente pentru a explica producerea unor coincidențe remarcabile.
Charles Fort a adunat, de asemenea, sute de cazuri de coincidențe și fenomene anormale interesante.

## Cauzalitate
Măsurarea probabilității unei serii de coincidențe este cea mai comună metodă de a distinge o coincidență de alte evenimente care au legături de cauzalitate între ele.
Stabilirea cauzei și efectului (cauzalitatea) este extrem de dificilă, deoarece „corelația nu implică o cauzalitate”. În Statistică, este general acceptat faptul că studiile observaționale pot oferi indicii cu privire la producerea unui eveniment, dar nu pot stabili niciodată cauza și efectul. Dar, având în vedere paradoxul probabilității, cu cât este mai mare numărul de coincidențe, cu atât există o mai mare certitudine și cu atât pare să existe o cauză în spatele lanțului de coincidențe.
„...manipularea certitudinii este singura care ne interesează. Nu ne interesează chestiunile care sunt incerte. Astfel, noi nu studiem mecanismul ploii, ci doar dacă va ploua.”—Dennis Lindley, The Philosophy of Statistics, The Statistician (Series D, 2000)
„Nu este deloc de mirare ca într-o perioadă lungă de timp, în timp ce Fortuna se îndreaptă încoace și încolo, să se producă spontan numeroase coincidențe.”—Plutarh, Vieți paralele, vol. II, „Sertorius”

## Vezi și
- Codul Bibliei

## Legături externe
- Collection of  Historical Coincidence, nephiliman.com (web.archive.org)
- Unlikely Events and Coincidence, Austin Society to Oppose Pseudoscience
- Why coincidences happen Arhivat în 23 decembrie 2021, la Wayback Machine., UnderstandingUncertainty.org
- The Cambridge Coincidences Collection Arhivat în 14 aprilie 2013, la Archive.is, University of Cambridge Statslab
- The mathematics of coincidental meetings[nefuncțională – arhivă]
- Strange coincidences